# Komyszuwate (obwód doniecki)
Komyszuwate (ukr. Комишувате) – wieś na Ukrainie, w obwodzie donieckim, w rejonie mariupolskim, w hromadzie Manhusz. W 2001 liczyła 844 mieszkańców, spośród których 515 wskazało jako ojczysty język ukraiński, 325 rosyjski, 1 mołdawski, 1 ormiański, 1 grecki, a 1 inny.